# آرک اینوست
آرک اینوست (انگلیسی: Ark Invest) شرکت سرمایه‌گذاری آمریکایی است، که در سال ۲۰۱۴ تأسیس شد.